# 葉金川
葉金川（1950年6月29日—），台灣公共衛生學者及政治人物。國立台灣大學醫學系學士、國立台灣大學公共衛生研究所碩士、哈佛大學流行病學碩士。為第12任中華民國總統馬英九倚重的幕僚之一。曾任台灣血液基金會董事長 。現為慈濟大學公共衛生學系兼任合聘教師。

## 個人生活與簡歷
葉金川歷任行政院衛生署技正、副處長、處長、技監、副署長和署長，中央健康保險局總經理、台北市政府衛生局局長、慈濟大學教授等職，專業領域為公共衛生。
2001年7月，在嚴道博士力邀下，任董氏基金會執行長，至2004年8月轉任台北市副市長卸任。
2003年在和平醫院（今台北市立聯合醫院和平院區）因SARS造成院內感染而封院期間，進入和平醫院提供協助。2004年出任台北市副市長。2006年因參加中國國民黨臺北市長初選辭去台北市副市長職務，但於初選競選中，決定退出競爭行列。
2008年5月20日出任總統府副秘書長。同年9月26日因衛生署處理三聚氰胺含量檢驗標準時發生爭議，原署長林芳郁請辭，葉金川接下衛生署長職務，加上SARS時期的表現對時任台北市長的馬英九有加分作用，因此被部分媒體稱為馬英九的政治救火隊。
2015年，葉金川罹患淋巴癌第二期。
2022年，淋巴癌復發。
2024年4月3日，花蓮發生規模達7.2之地震，吉安鄉山海觀大樓列爲危樓，葉金川是爲上百受災戶其中之一。

## 政治經歷

### 立院衝突事件
2008年10月3日上午，葉金川在立法院接受質詢。立法院民進黨黨團原本要求葉金川來報告毒奶事件相關政策，不過葉金川沒有接受邀請，而是去國民黨黨團參加力挺糕餅業者的記者會，出席國民黨立委在立法院為糕餅業者舉辦的吃麵包、喝牛奶活動，希望透過記者會強調政府對毒牛奶採取最嚴格的標準把關，建立消費者信心。
葉金川在步出立法院時，民進黨立委強制葉金川去民進黨團報告，一邊為了搶葉金川，一邊為了保護葉金川，藍綠不只在立法院引爆衝突，也互相譴責，國民黨團考慮要將被指打人的綠營立委送交紀律委員會，但民進黨團拿出照片自清，表示國民黨書記長張碩文和主任羅木才才是兇手，張碩文自己出來譴責暴力，是莫名其妙的行為。
民進黨團幹事長賴清德拿著照片說，架在葉金川署長脖子上面的兩隻手既不是潘孟安的也不是蘇震清的，而是國民黨書記長張碩文跟主任羅木才的手，證據會說話，為何張碩文自己做的事情，還自己出來譴責暴力，簡直的是莫名其妙。但民進黨始終未對多家媒體拍到潘孟安與蘇震清對葉金川動手的強制行為有任何回應。
民進黨團總召柯建銘則說，這一場鬧劇，一切都是葉金川自己惹來的。他還批這種情況是落跑署長、無能的內閣及栽贓的國民黨。綠營痛批， 衝突是落跑署長葉金川自找的，還說當初綠營是滿心歡喜且有禮貌的去「邀請」葉金川。
國民黨團執行長林益世表示，綠營根本就是居心不良，當他們踏進記者會的那一步開始，民進黨心裡面想的就只是政治鬥爭，只想要擷取政治的利益，完全不把民眾的安全與台灣社會的安定放在心裡面。 國民黨立委陳則認為，應該把潘孟安和蘇震清移請立法院的紀律委員會去懲處，因為此風不可長。
藍綠對於衝突各執一詞，連立法院長王金平都得跳出來主持公道。王金平說，葉金川西裝是脫下來的，還有領帶也都是拿下來的，他整個臉看的出來像是受驚嚇，君子可以動口，但不要動手。但現在立委現在動口又動手，一切行為都已透過媒體公諸於世，恐怕對立法院形象已經造成極大傷害。

### 新流感事件
2009年5月12日，醫界大老、和信醫院副院長謝炎堯於新型流感期間投書《蘋果日報》，批評衛生署防疫過程草率。葉金川回以「要批評的人多的是，還不只他（謝炎堯）一人，還輪不到他。」 由於謝炎堯曾於臺大執教、葉金川受業於下。消基會祕書長亦認為葉金川對於相左意見動輒以輕蔑言語阻擋忠言，認為其「態度傲慢、自大」、「若總是不認錯，或近乎傲慢態度，會影響外界觀感，幾次事件下來，讓他抗煞英雄光環用得差不多了。」

### 日內瓦WHA衝突事件
2009年5月，葉金川率團代表台灣以「中華台北」名義、「觀察員」身份參予在日內瓦舉行的WHA時，在5月18日開幕前一天的晚宴結束後，遇到約十多名旅法僑民與自稱台灣留學生的民眾指責「葉金川賣台」，有兩名留學生更與葉金川產生對罵衝突，其中一名女子黃海寧質問葉金川「台灣用什麼名義參加世衛大會？」，葉以台語回覆「妳算了吧！講台灣話啦！」「有誰比我更愛台灣？妳告訴我。」等語。關於此事件，葉金川表示：「我是用生命在保護台灣！這樣還不夠愛台灣？誰才愛台灣啦？」他尊重學生們表達意見的權利，但必須合法，不應闖入他的餐會鬧場，在外國人的地方丟人現眼，他覺得很遺憾。但黃海寧認為她提問的時間已是散會時，也沒有刁難工作人員或態度不佳，葉才應為其用台語分化台灣人的撕裂族群行為道歉。
2016年5月，蔡英文政府即將執政，台灣出席世界衛生大會的名義依然是「中華台北」，此外世界衛生組織秘書處寄給台灣的邀請函首次加註聯合國大會第2758號決議及「一個中國原則」，黃海寧在臉書上表示準行政院發言人童振源已經對加註的部分表達不認同，所以參與並無不妥，被許多網友質疑與她過去對葉金川的要求標準不一致，雖然黃海寧一度稱「讓你們留言是一種善意」、「讓你們好好留言，繼續努力」，但她仍對網友們進行封鎖，試圖平息爭議。

### 參加2009年花蓮縣長初選
2009年9月1日，经电话民意調查，葉金川初选败给了花蓮縣政府參議杜麗華，所以未获国民党的花莲县长选举提名。

### 抽煙防治議題
2010年1月13日中午，金溥聰一通電話打給環保署長沈世宏，要求撤回送入立法院審議之開車騎機車及走路禁菸法案，當晚九點環保署發布新聞稿撤回法案。臺灣因此遲至2015年1月始實施開車騎車禁煙，而人行道上吸菸仍無相關罰則。對此曾任反菸組織董氏基金會執行長及衛生署長的葉金川表示：「金溥聰，還有楊署長都已經做了很適當回應，他們的回應是對的啊！這個適可而止。」2016年，葉金川獲頒「華人菸害防制貢獻獎」。

### 赴美國國會作證 創台灣卸任官員首例
2014年3月11日（美東時間）葉金川出席美國聯邦參議院健康教育勞工與退休委員會舉行的「美國健保體系如何向他國借鏡」聽證會，提出台灣健保經驗的書面證詞，正式列入美國國會紀錄，是首位在國會山莊正式聽證會作證的前中華民國官員。

## 荣誉

### 中华民国勋章奖章
- 一等功绩奖章（行政院，2010年4月22日颁发[22]）

## 外部連結
- （繁體中文）行政院衛生署署長簡介

| 中華民國政府職務                   | 中華民國政府職務                                | 中華民國政府職務 |
| ---------------------------------- | ----------------------------------------------- | ---------------- |
| 行政院                             |                                                 |                  |
| 前任： 宋晏仁（代理） 正任：林芳郁 | 衛生署署長 第十二任 2008年9月26日－2009年8月6日 | 繼任： 楊志良    |